# Eddra Gale
Eddra Gale, talvolta accreditata anche come Edra (Chicago, 16 luglio 1921 – Deming, 13 maggio 2001), è stata un mezzosoprano e attrice statunitense.

## Biografia
Cantante lirica di notevole fama negli Stati Uniti fra la seconda metà degli anni quaranta e la prima metà degli anni cinquanta, esordì come attrice solo all'inizio degli anni sessanta. Interprete di notevole impatto scenico e dal forte temperamento sanguigno, durante un soggiorno in Italia venne notata da Federico Fellini, che le assegnò l'importante ruolo della Saraghina nel film 8½ (1963).
Da allora, pur continuando la sua fortunata carriera di mezzosoprano, fu presente in numerose serie televisive e pellicole, alcune anche di notevole importanza, come Il laureato (1967), di Mike Nichols.
Definitivamente ritiratasi all'inizio degli anni novanta, è morta nel 2001, colpita da un infarto mentre si trovava in vacanza nella città di Deming (Nuovo Messico).

## Filmografia parziale
- Gidget a Roma (Gidget Goes to Rome), regia di Paul Wendkos (1963)
- Tutto è musica, regia di Domenico Modugno (1963)
- 8½, regia di Federico Fellini (1963)
- La donna è una cosa meravigliosa, regia di Mauro Bolognini (1964)
- Ciao Pussycat (What's New Pussycat), regia di Clive Donner (1965)
- Hotel Paradiso, regia di Peter Glenville (1966)
- Il laureato (The Graduate), regia di Mike Nichols (1967)
- Assassinio al terzo piano (Games), regia di Curtis Harrington (1967)
- Matchless, regia di Alberto Lattuada (1967)
- Tre morsi nella mela (Three Bites of the Apple), regia di Alvin Ganzer (1967)
- Lasciami baciare la farfalla (I Love You, Alice B. Toklas!), regia di Hy Averback (1968)
- Quando l'alba si tinge di rosso (A Man Called Gannon), regia di James Goldstone (1968)
- Fragole e sangue (The Strawberry Statement), regia di Stuart Hagmann (1970)
- Marlowe, il poliziotto privato (Farewell, My Lovely), regia di Dick Richards (1975)
- La zingara di Alex (Alex & the Gypsy), regia di John Korty (1976)
- Pon pon n. 2 (Revenge of the Cheerleaders), regia di Richard Lerner (1976)
- Ovunque nel tempo (Somewhere in Time), regia di Jeannot Szwarc (1980)